# Silvia Carignano
Silvia Carignano (Pinerolo, 11 agosto 1987) è una hockeista su ghiaccio ed ex hockeista in-line italiana.

## Carriera

### Club
In carriera, in campionato ha vestito le maglie di All Stars Piemonte, Real Torino Hockey Club, Hockey Club Torino Bulls 2011 Femminile. Tra il 2006 ed il 2009 e tra il 2011 e il 2014 ha lasciato l'hockey su ghiaccio per dedicarsi all'Hockey in-line con l'Hockey Club Draghi Torino.   

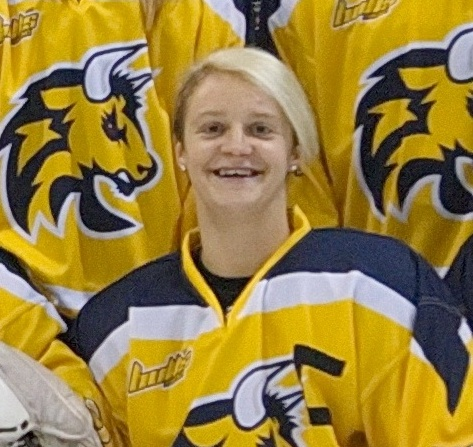
Silvia Carignano nel 2014

Nella stagione 2014-2015, pur disputando il Campionato italiano di hockey su ghiaccio femminile con le Torino Bulls, ha inoltre disputato l'European Women's Hockey League con le EV Bozen Eagles e la DEBL2 (la terza serie austriaca) con le HC Lakers.
Nel febbraio del 2020 ha giocato due incontri con la maglia del Valdifiemme (contro Lakers e Girls Project) prima che il campionato venisse sospeso e poi cancellato per la pandemia di COVID-19.
Rimasta alcuni anni lontana dal ghiaccio, nella stagione 2024-2025 ha vestito la maglia delle Piemont Rebelles.

### Nazionale
Ha disputato il suo primo mondiale con la maglia dell'Italia nel 2003, cui sono seguiti quelli del 2004, 2005, 2015, 2016, 2017, 2018 e 2019. Ha inoltre fatto parte della spedizione azzurra a Torino 2006.